# Dynamin

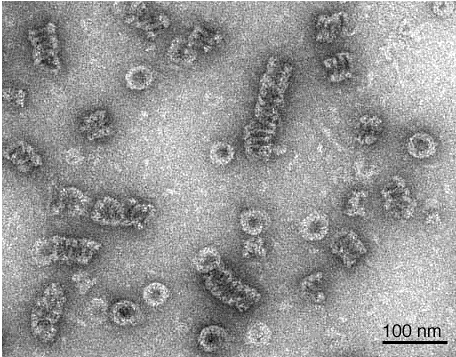
Spirály tvořené dynaminem, transmisní elektronový mikroskop

Dynamin je GTPáza, která se v buňce váže na oblast, kde vzniká váček, a umožňuje jeho odškrcení. Octomilky s vyřazeným genem pro dynamin nejsou schopné vytvářet klathrinové váčky se synaptickými neurotransmitery a dochází u nich k paralýze. Hydrolýzou GTP získávají dynaminy energii k svému stažení a k mechanické práci, která odškrcuje váček z membrány. Účast dynaminu je nutná pro klathrinové váčky, zatímco COPI a COPII váčky se bez něj z neznámých důvodů obejdou. Mimo to však dynamin umožňuje i fúze a dělení mitochondrií či peroxizomů a dále také endocytózu pomocí kaveol.
Dynamin vyhledává oblasti bohaté na fosfatidylinositol-4,5-bisfosfát (PI-4,5), což jsou místa, kde právě dochází k invaginaci váčku. Následně vytváří kolem „krčku“ váčku polymer ve tvaru límce či spirály. Dynamin poté (spolu s dalšími asociovanými proteiny) mění lipidové složení v oblasti krčku a/nebo přímo způsobuje rozrušení lipidové dvojvrstvy v daném místě. Za spotřeby GTP tím navodí odstřihnutí (odškcení) váčku. Po určité době se vlivem synaptojaninu defosforyluje PI-4,5 a dynamin se oddělí od váčku.